# Pferdegöpel Johanngeorgenstadt

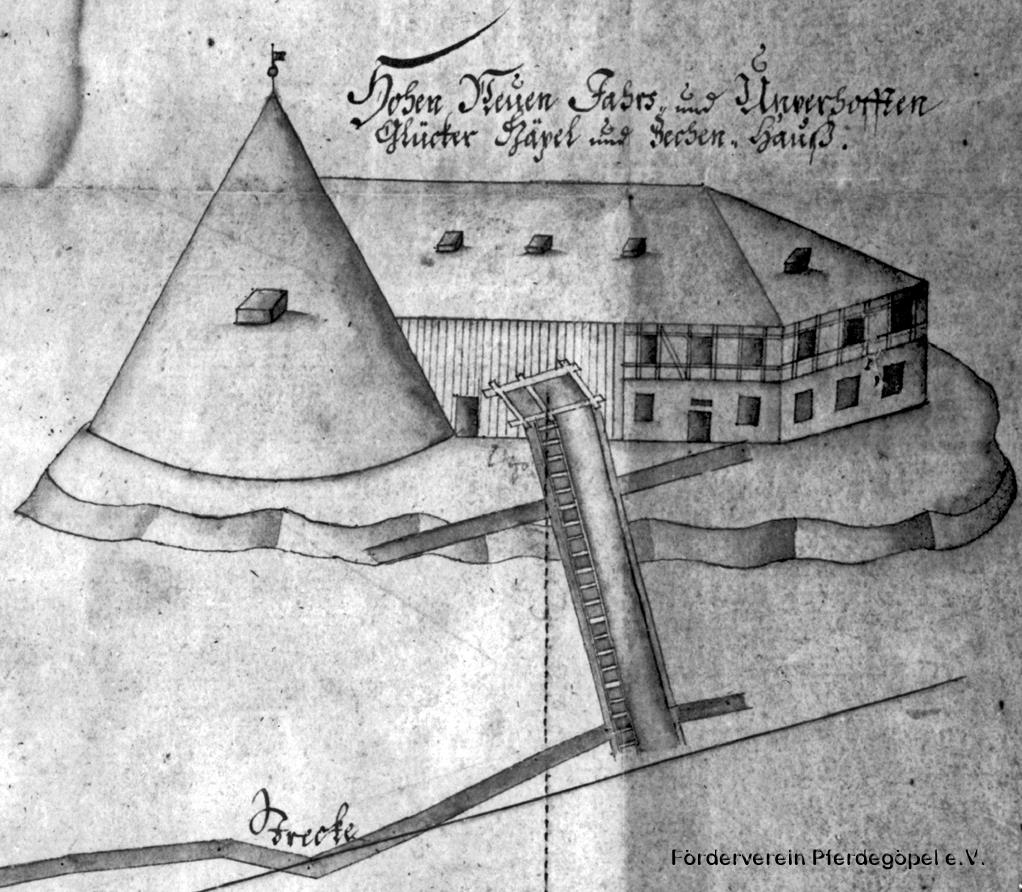
Pferdegöpel der Fundgruben Hohneujahr und Unverhofft Glück, um 1735

Der Pferdegöpel Johanngeorgenstadt ist eine historische bergbauliche Förderanlage.

## Geschichte

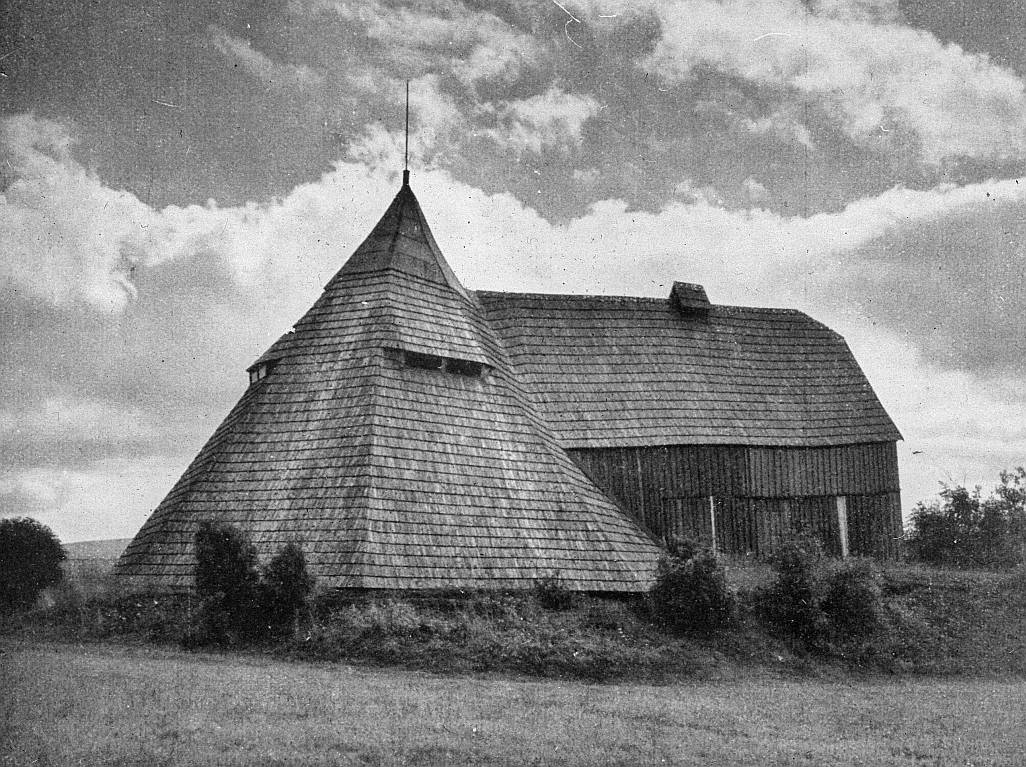
Pferdegöpel der Neu Leipziger Glück Fundgrube (um 1935)

In der 1654 gegründeten Bergstadt Johanngeorgenstadt konnten zunächst die oberflächennahen Silbervorkommen noch ohne größeren Aufwand abgebaut werden. Bergbauliche Maschinen zur Wasserhaltung und Förderung kamen ab 1690 auf, wobei die Nutzung der Wasserkraft dominierte. Es entstanden jedoch auch drei Pferdegöpel. In den Jahren 1721/22 erbauten die beiden Silbergruben Hohneujahr und Unverhofft Glück den ersten Johanngeorgenstädter Pferdegöpel. Im gemeinschaftlichen Grubenfeld der beiden Gruben befand sich der etwa 140 m tiefe Hohneujahr samt Unverhofft Glück Tagschacht. Das Zechenhaus dieses Göpels war direkt an das Göpelgebäude angebaut. Als Förderseile kamen eiserne Treibeseile (Ketten) zur Anwendung. Die Brüchigkeit des Schachtkopfes erzwang 1749 die Ausmauerung der ersten 11 Lachter (22 m) der Schachtröhre, die der Neustädtler Maurermeister Christian Eroldt als Trockenmauerung ausführte. Am 5. Mai 1788 brannte dieser Pferdegöpel aus ungeklärter Ursache ab und wurde nicht wieder aufgebaut. Dafür entstand in etwa 200 m Entfernung, bei der seit 1716 bestehenden Neu Leipziger Glück Fundgrube, in den Jahren 1797/98 ein neuer Göpel – der bekannte Johanngeorgenstädter Pferdegöpel.
Den Entwurf dazu lieferte der damalige Schneeberger Obereinfahrer und spätere Oberkunstmeister Carl Gottfried Baldauf. Im Dezember 1798 wurde die Förderung aus dem 140 m tiefen Schacht aufgenommen. Bis zur Elektrifizierung des Bergbaus erfüllte der Pferdegöpel seine Funktion. 1917 wurde letztmals gefördert.
Aufgrund ihrer charakteristischen Form kann man Pferdegöpel in alten Darstellungen einer Bergbaulandschaft sehr gut erkennen. Ein Pferdegöpel besteht aus dem pyramidenförmigen Göpelstuhl und dem daran angebauten Treibehaus, welches über der Schachtöffnung steht. Beide Gebäudeteile wurden ganz oder teilweise verbrettert bzw. mit Schindeln gedeckt. Funktionell wichtigstes Bauteil ist die senkrecht stehende Göpelspindel, welche über einen langen Querbaum (Schwengel) von 2 Pferden gedreht wird. An der Göpelspindel befindet sich oben die Seiltrommel, auf der die beiden Förderseile gegenläufig aufgelegt sind. Befand sich die eine Fördertonne unten am Füllort, hing die andere gerade oben an der Hängebank im Pferdegöpel. Beeindruckend sind die Abmessungen des Göpels von Neu Leipziger Glück. Die Göpelpyramide hatte bei 13,5 m Höhe einen Durchmesser von 21 m. Das gesamte Gebäude war 27,5 m lang. Mit zwei Pferden konnten in einer achtstündigen Schicht 32 Fördertonnen vom Gnade Gottes Stolln aus ca. 140 m Tiefe gefördert werden. Eine Fördertonne fasste etwa 0,25 m³ Masse. Die Grube selbst besaß keine Pferde – für 1 bis 2 Taler pro Schicht bespannten Fuhrleute, Bauern bzw. die Johanngeorgenstädter Postmeister den Pferdegöpel. Neben dem Treiber für die Pferde benötigte man zum Betrieb des Göpels den Anschläger im Füllort des Schachtes, der die Fördertonnen zu füllen hatte, und den Treibemeister. Letzterem oblag die Aufsicht im Göpel. Er betätigte die Bremse und hielt mit einer Signaleinrichtung Verbindung zum Anschläger.

## Technisches Denkmal
Nachdem der Pferdegöpel seine Bedeutung als Förderanlage für den Bergbau verloren hatte, nahm sich der Landesverein Sächsischer Heimatschutz seiner an und sammelte ab 1920 Gelder für die dringend notwendigen Reparaturen. Beispielsweise spendeten der Westfälische Zechenverein unter Hugo Stinnes, der Bergbauliche Verein Zwickau und die Fachgruppe Bergbau des Reichsverbandes der Deutschen Industrie jeweils 10.000 Mark, damit die Instandsetzung des letzten betriebsfähigen Pferdegöpels in ganz Deutschland 1921 zum Abschluss gebracht werden konnte. Danach diente der Göpel mehr als 25 Jahre lang als technisches Denkmal.

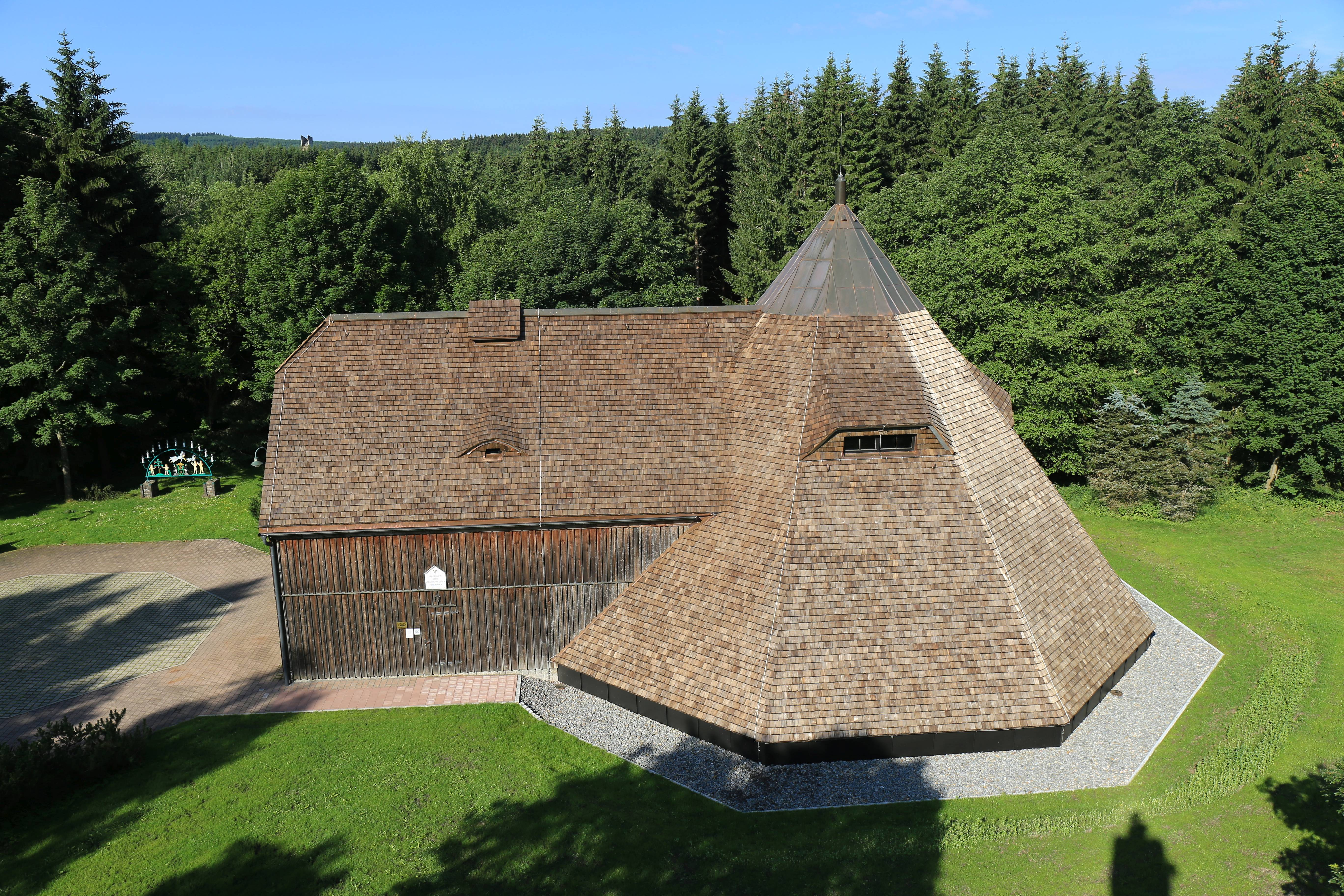
Außenansicht Sommer

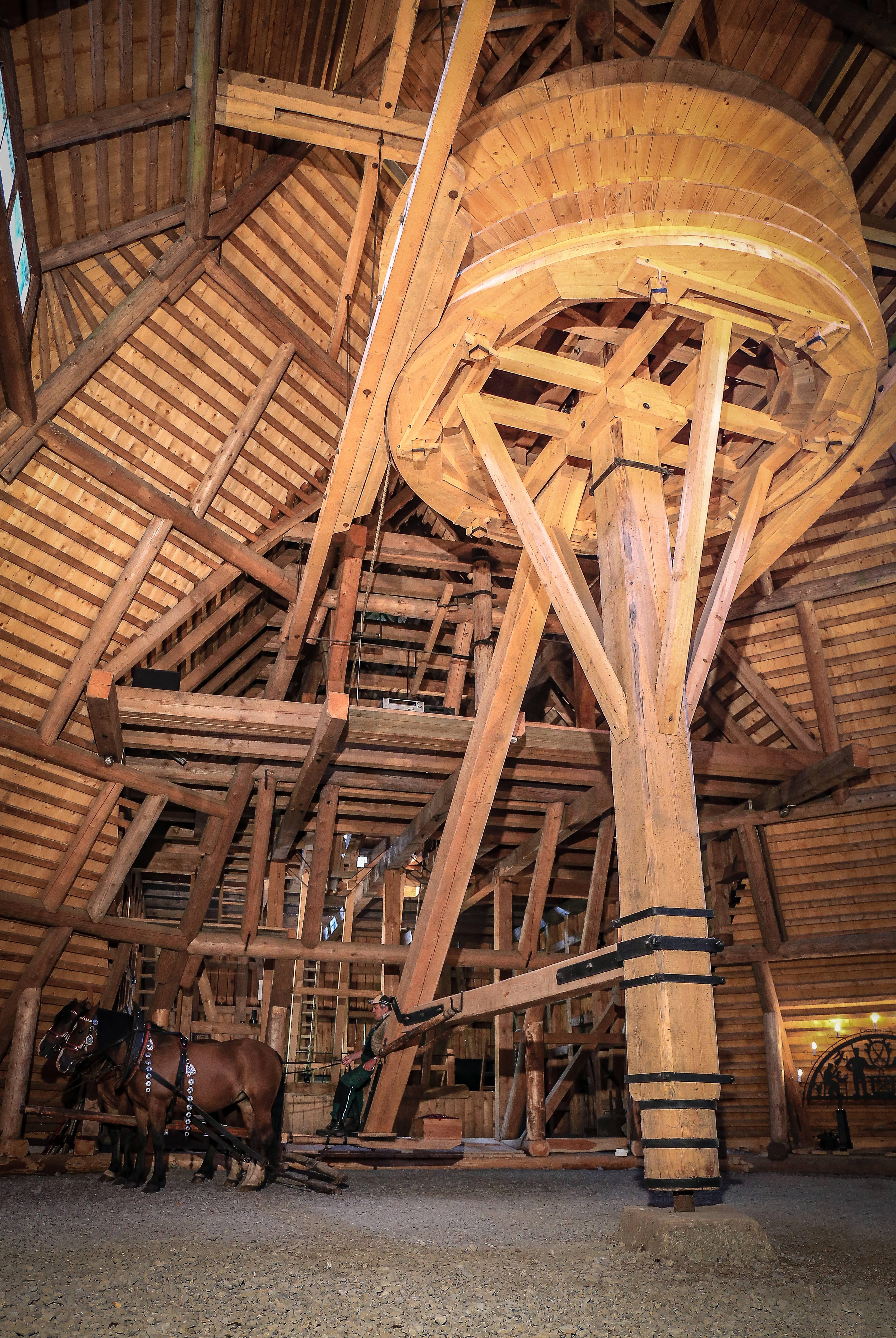
Innenansicht mit Pferden

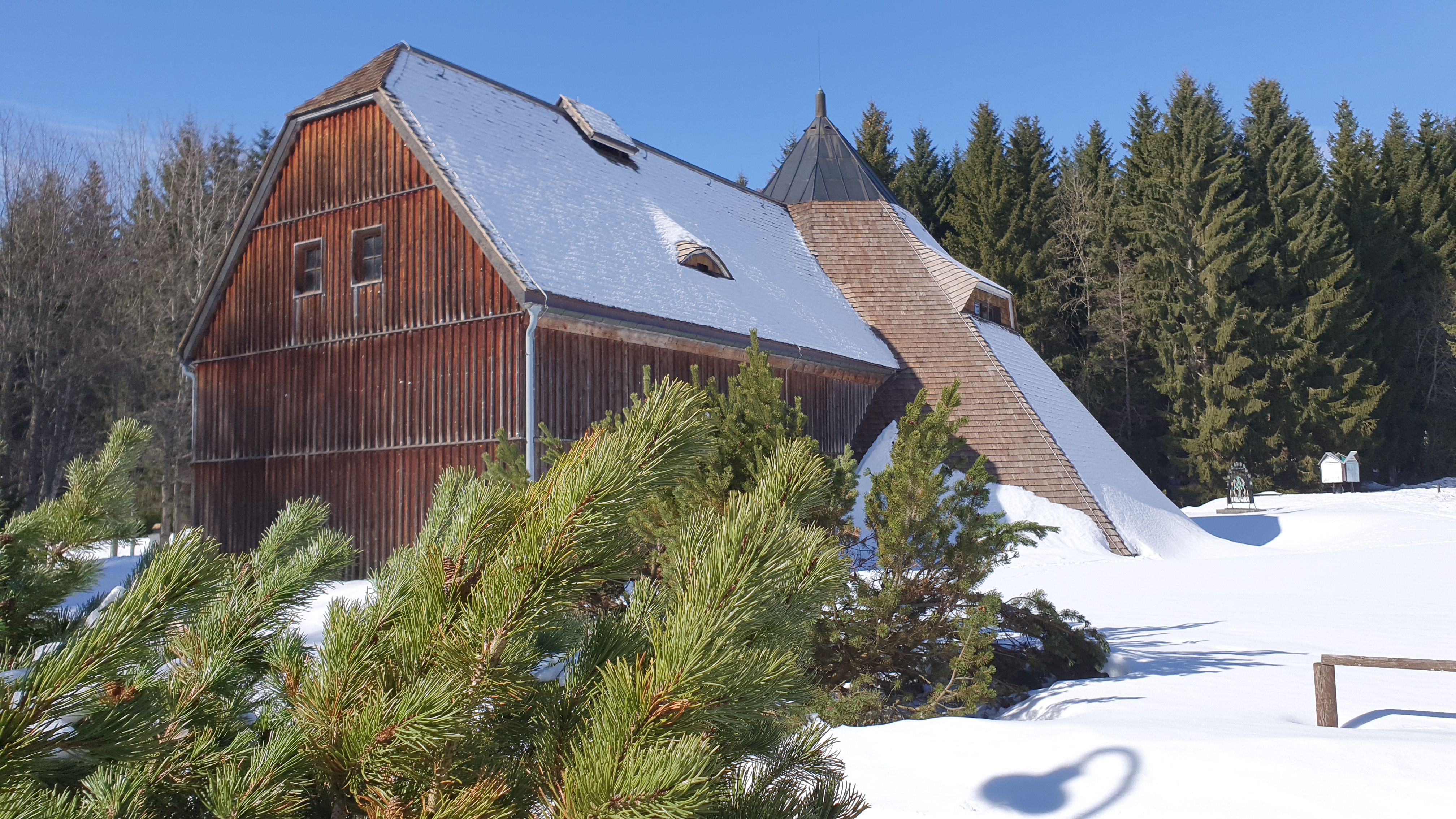
Winteransicht

## Abriss und Wiederaufbau
Im Jahre 1946 begann in Johanngeorgenstadt der Uranbergbau durch die SAG WISMUT. Der Abbau wurde in ungeahntem Ausmaß aufgenommen. Dabei wurde in ganz Johanngeorgenstadt gesucht und gefördert. Auf Denkmale der Bergbaugeschichte nahm man dabei keine Rücksicht, wie den Pferdegöpel, der den Krieg überstanden hatte und jetzt den Plänen der SAG im Wege stand. So wurde 1948 der letzte erhaltene Pferdegöpel in Sachsen vernichtet. Über die Jahre wurde immer wieder der Wiederaufbau des Göpels gefordert. Seit 1975 wurden Fotos und Zeichnungen zusammengetragen und ein Projekt erstellt, welches jedoch vor der Wende nicht zu realisieren war. 1991 hatte man endlich Erfolg – der Freistaat Sachsen bewilligte die erforderlichen Fördermittel zum Bau eines originalgetreuen, funktionsfähigen Pferdegöpels. Bereits am 17. Juni 1992 fand die feierliche Grundsteinlegung statt. Bis Ende August erfolgte die Einbringung des Fundaments und die Aufstellung des Fachwerkgerüstes von Göpelpyramide und Treibehaus. Mit wenigen Ausnahmen fanden sich ortsansässige Firmen, die den komplizierten Bau durchführen konnten.
Dem Richtfest am 31. August 1992 folgte im Herbst 1992 die Verbretterung des Treibehauses und die Beschindelung des Göpels. Als Nebengebäude für den Pferdegöpel mit Kasse, Toiletten und Ausstellungsraum entstand ein Nachbau des Huthauses des ehemaligen Eleonora Stollns. Im Juli 1993 begann der Einbau der Maschinenteile und die Freilegung des verfüllten Schachtes. Dabei stellte sich heraus, dass die 245 Jahre alte Trockenmauerung fest und sicher stand. Mittlerweile wurden auch die Außenanlagen vorgerichtet.
Am 30. Oktober 1993 begann mit einer Bergparade die Einweihung des Pferdegöpels im Beisein von mehr als 3000 Menschen. Der Übergabe des Göpels an den Förderverein folgten die ersten Schauvorführungen.
Seitdem sind Göpel und Huthaus Schauplatz von Veranstaltungen, wie z. B. dem Tag des offenen Denkmals. Sonderschauen und Ausstellungen, organisiert durch den Förderverein Pferdegöpel e. V., runden die Aktivitäten für Einheimische und Touristen ab.